# Michel de Klerk

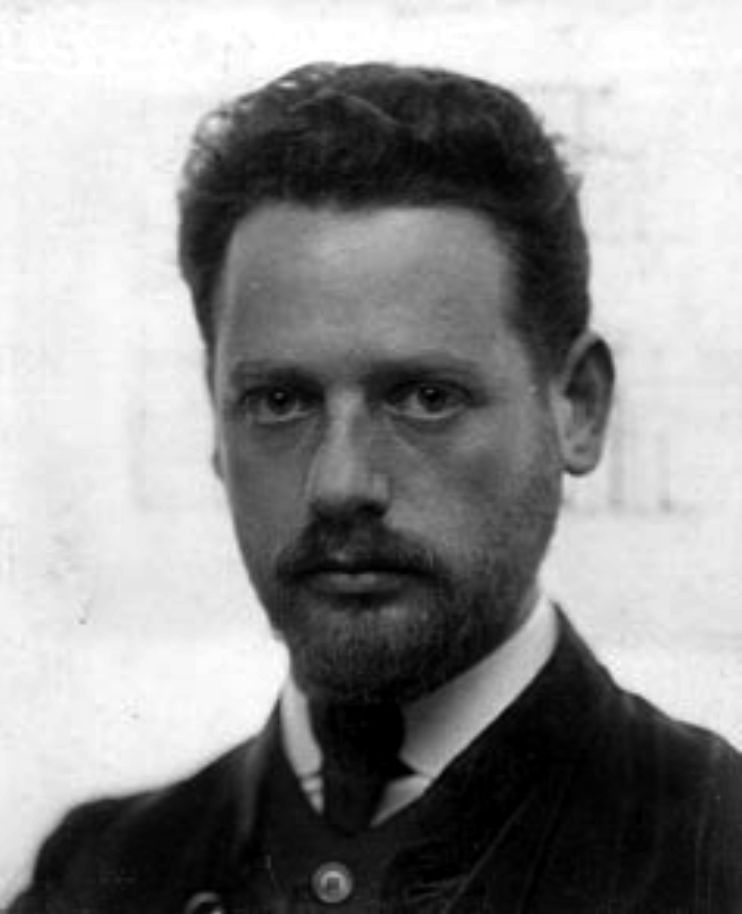
Michel de Klerk, c. 1923

Michel de Klerk (* 24. November 1884 in Amsterdam; † 24. November 1923 ebenda) war ein niederländischer Architekt. Er gilt als einer der Hauptvertreter der expressionistischen Amsterdamer Schule.

## Frühe Jahre

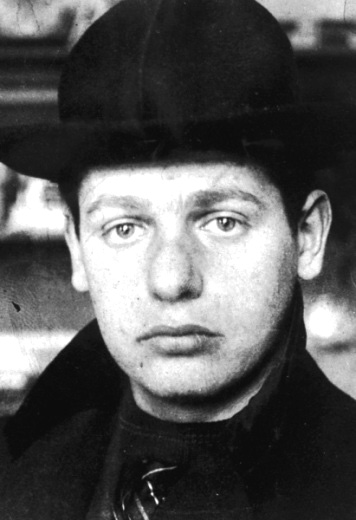
Michel de Klerk, 1909

De Klerk wurde 1884 als 25. Kind eines damals 78-jährigen Diamantschleifers geboren, der 1887 starb. Michel wuchs in Armut im Amsterdamer Judenviertel auf. Da er aber auf der Grundschule bereits großes Talent im Zeichnen offenbarte, wurde ihm der Besuch einer höheren Schule ermöglicht. 1898 gab der Architekt Eduard Cuypers dem Vierzehnjährigen als Dienstjunge in seinem Büro eine Anstellung, wo de Klerk zwölf Jahre lang bleiben sollte. Dort arbeiteten auch Johan van der Mey und Piet Kramer, die zusammen mit de Klerk die drei Hauptvertreter der Amsterdamer Schule werden sollten.

## Amsterdamer Schule

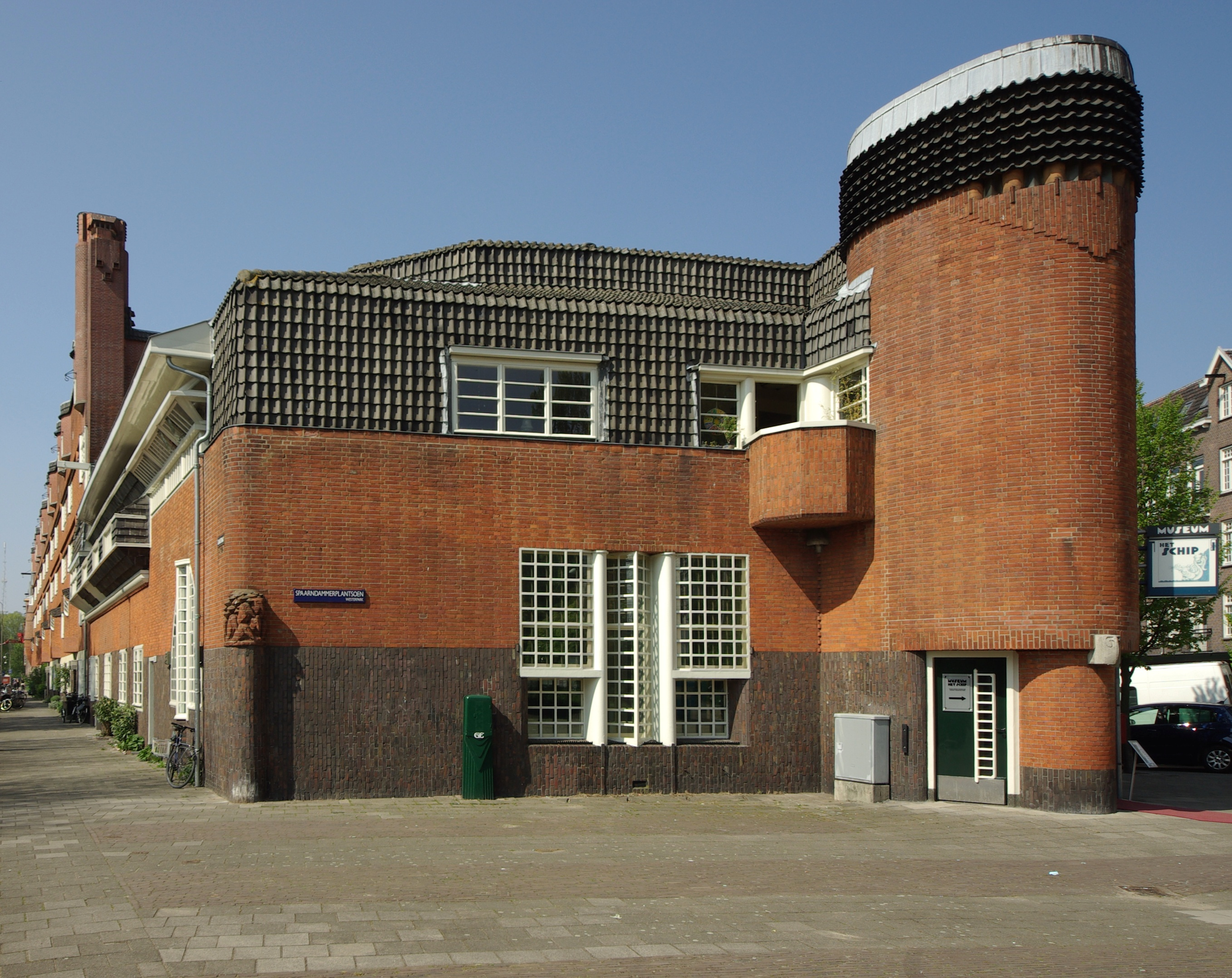
Häuserkomplex Het Schip (1917–1921) in Amsterdam

Auch wenn Cuypers selbst ein recht traditioneller Architekt war, ließ er seinen Mitarbeitern doch viele Freiheiten und bot ihnen Zugang zu seiner umfangreichen Bibliothek. Darüber hinaus nahm er sich de Klerks besonders an und ließ ihn eine Ausbildung zum Bauzeichner machen. In dieser Atmosphäre konnten de Klerk und seine Mitarbeiter ihre Talente entwickeln. Nachdem de Klerk 1910 eine Sekretärin van Cuypers geheiratet und eine Reise durch Skandinavien gemacht hatte, ließ er sich als Bauzeichner in Sloten nieder. Sein erster ausgeführter Auftrag war der für ein Haus in Uithoorn 1911. Der Architekt und Projektleiter H.A.J. Baanders verschaffte de Klerk danach den Auftrag, einen Wohnblock für Arbeiter in Amsterdam zu entwerfen.
Seitdem ist sein Name in erster Linie mit 'sozialem Wohnungsbau' verbunden. Sein bekanntester Bau ist der Wohnkomplex Het Schip in Amsterdam. Zusammen mit Kramer entwarf de Klerk auch einen großen Komplex für die sozialdemokratische Kooperative 'De Dageraad', ebenfalls in Amsterdam. Sicher spielten de Klerks linke politischen Ansichten eine Rolle bei der Vergabe des Auftrags.

## Plan Berlage
Als 1918 begonnen wurde, Amsterdam nach einem Plan von H.P. Berlage auszudehnen ('Plan Zuid'), war de Klerk einer der ausführenden Architekten. Die Größe und die politische Bedeutung des Projekts schränkten ihn allerdings in seiner Kreativität stark ein. Deshalb beschränkte er sich auf einzelne Aufträge. Als sich dies als wenig erfolgreich erwies, wurde er zunehmend depressiv. Ein letztes großes Werk wurde das Warenhaus 'De Bijenkorf' in Den Haag von Piet Kramer, das auch einen Endpunkt der Amsterdamer Schule als Architekturstil markiert. Noch bevor der Entwurf fertig war, starb de Klerk an seinem 39. Geburtstag an einer Lungenentzündung. Sein letztes Vorhaben, die Turmspitze einer reformierten Kirche in IJsselstein, wurde noch nach seinem Tod auf Betreiben seiner Frau ausgeführt. Seine Frau Lea wurde in Auschwitz und sein jüngster Sohn in Sobibór ermordet. Der älteste Sohn überlebte den Weltkrieg.

## Arbeiten (Auswahl)

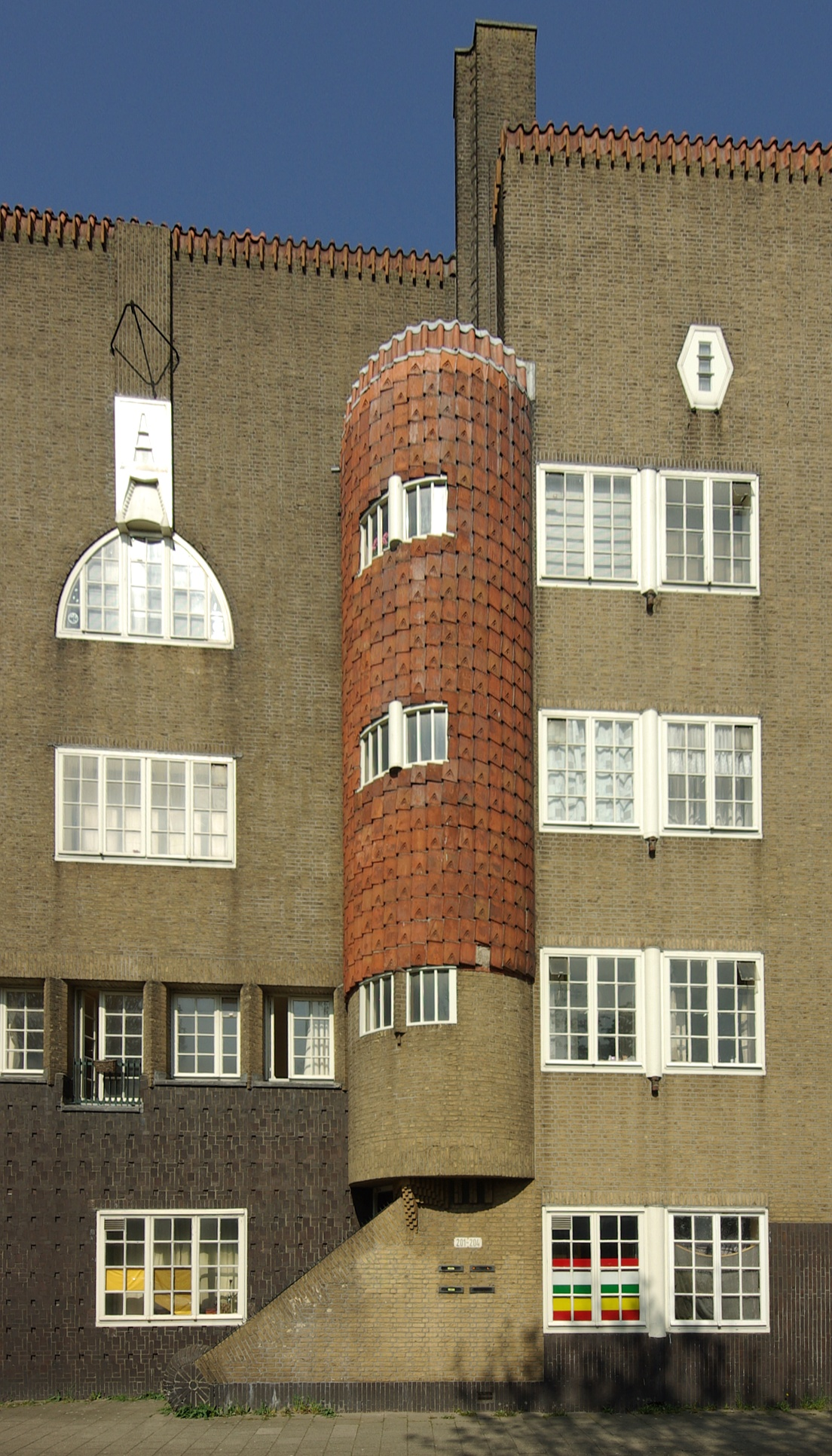
Häuserblock Spaarndammer-plantsoen 33 (1914–1918) in Amsterdam
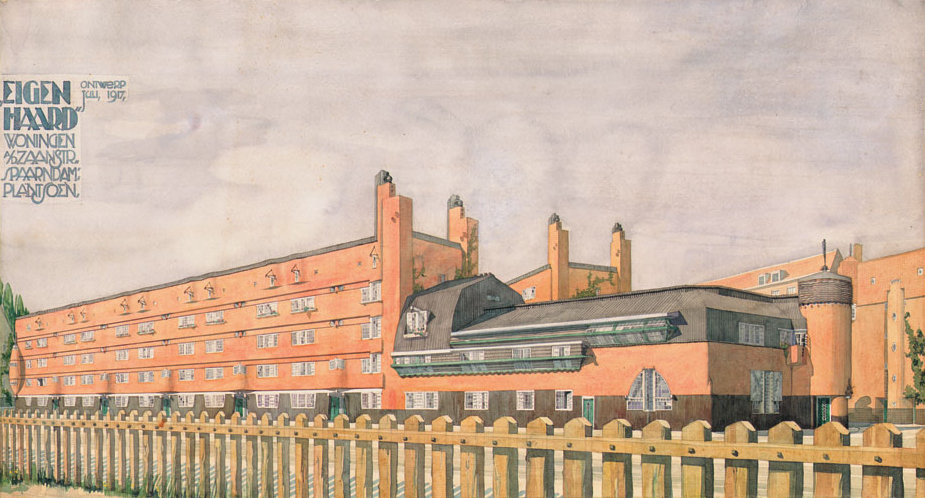
Entwurf des Häuserblocks Het Schip, 1917
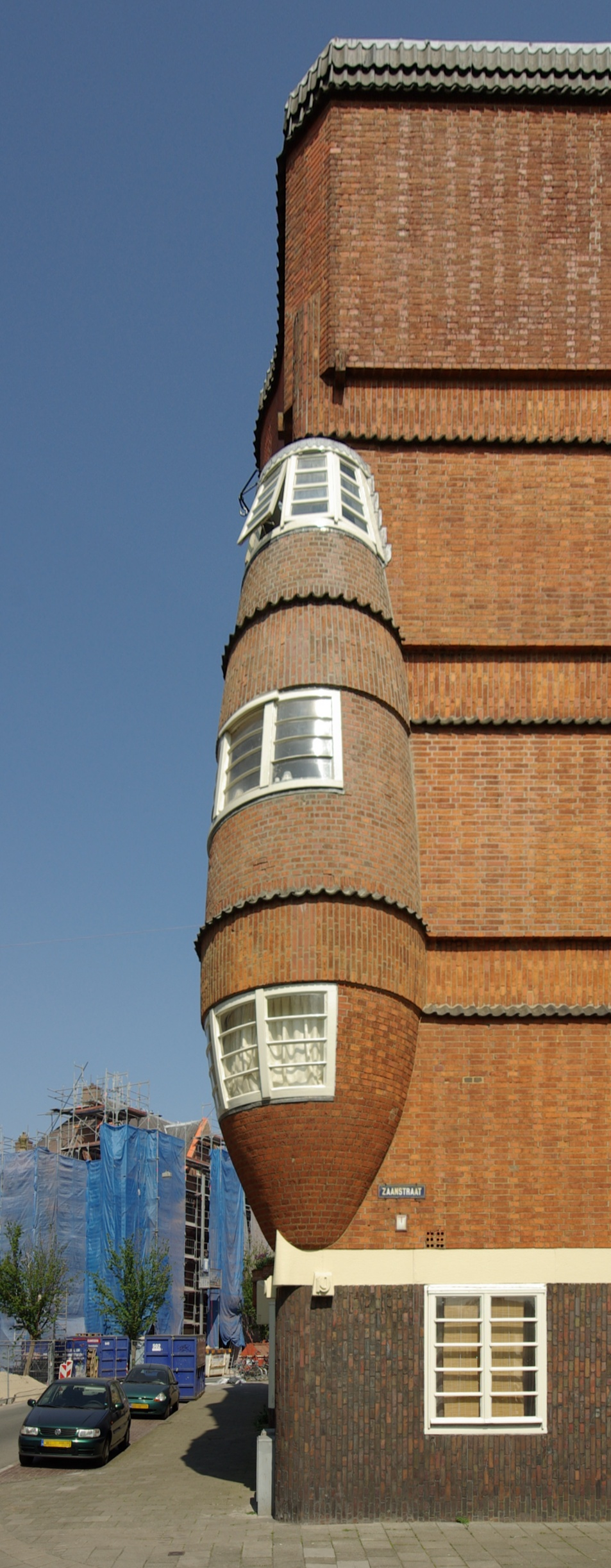
Erker am Häuserblock Het Schip (1917–1921)
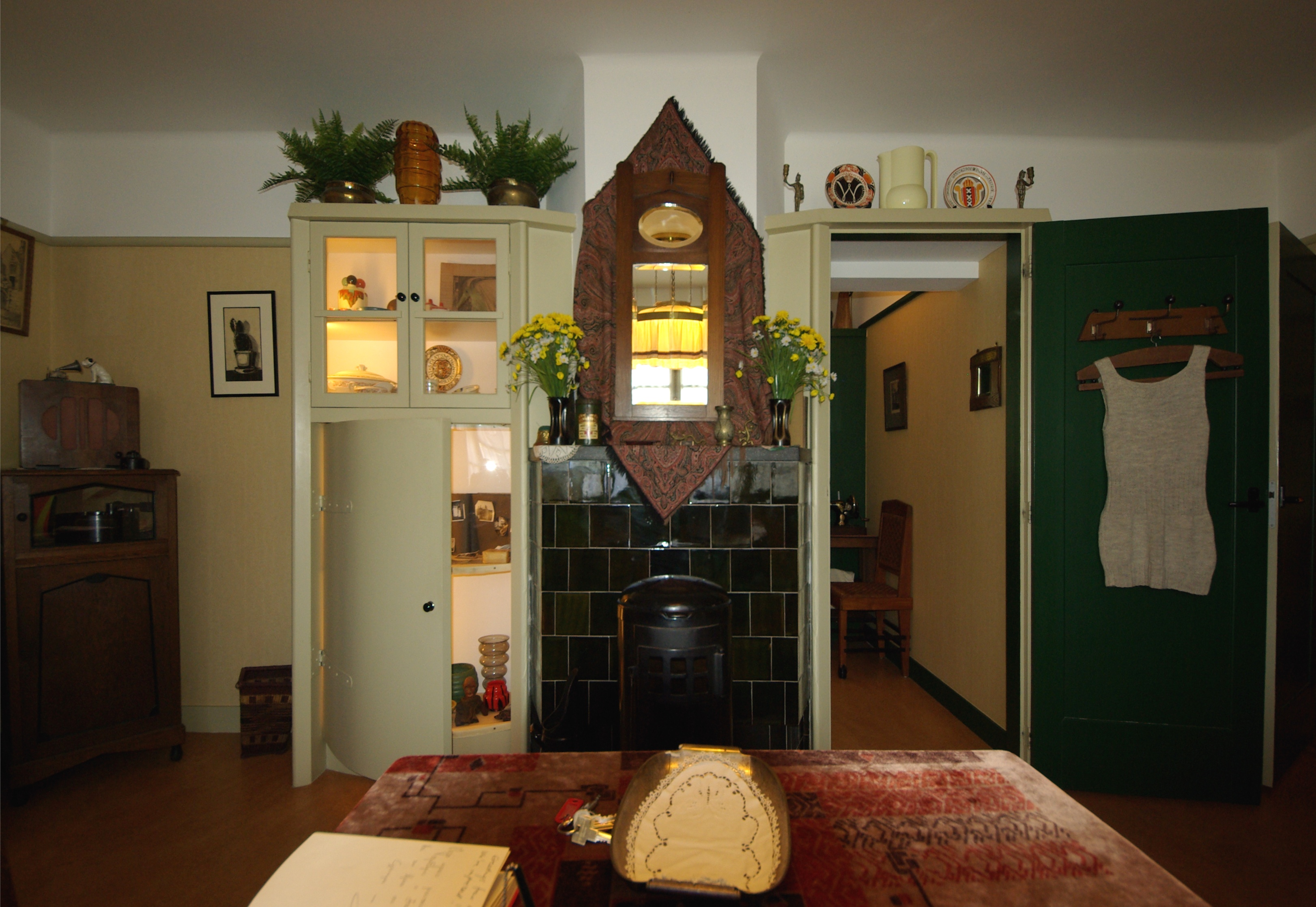
Rekonstruktion einer Arbeiterwohnung im Häuserblock Het Schip (1917–1921)
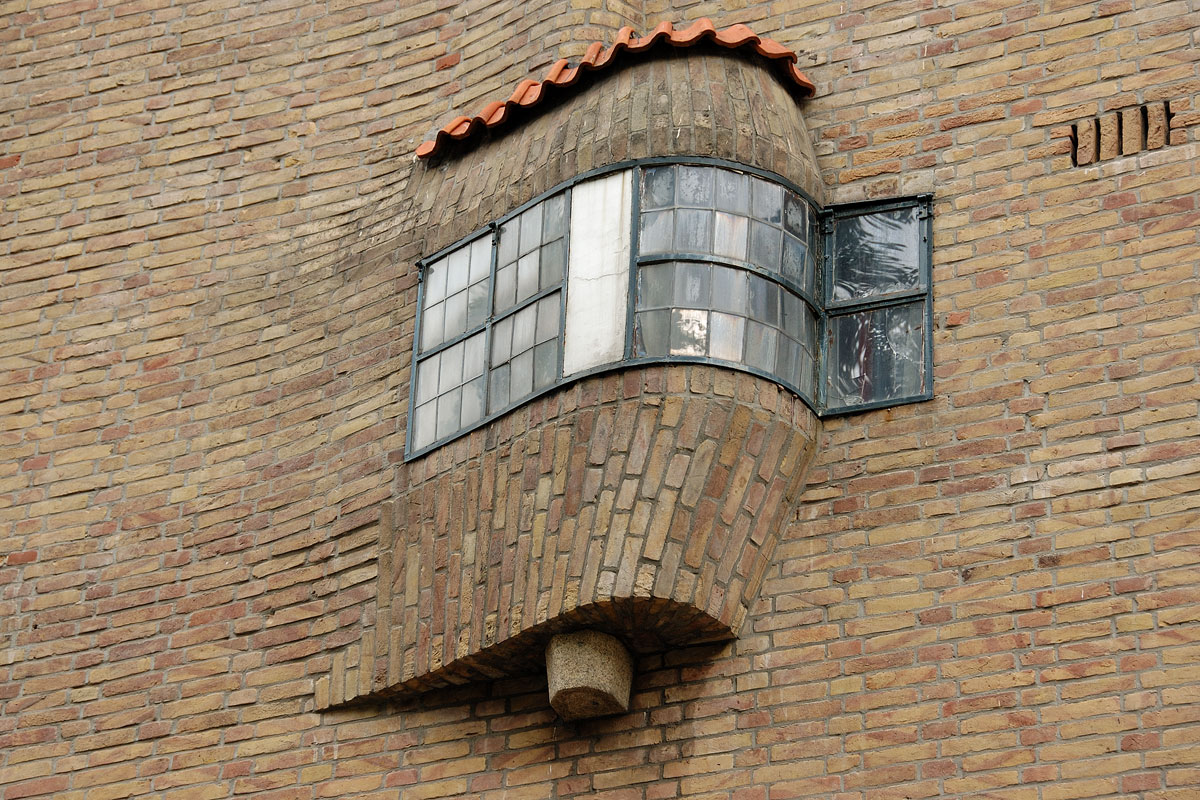
Häuserblock Vrijheidslaan (1921–1922) in Amsterdam
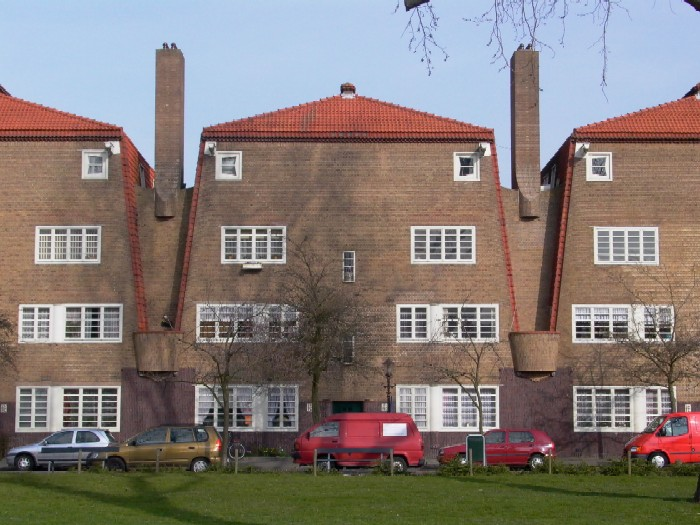
Wohnhäuser Thèrése Schwartzeplein in Amsterdam